# Coari Airport
Coari Airport är en flygplats i Brasilien.   Den ligger i kommunen Coari och delstaten Amazonas, i den nordvästra delen av landet, 2 100 km nordväst om huvudstaden Brasília. Coari Airport ligger 46 meter över havet.
Terrängen runt Coari Airport är platt. Närmaste större samhälle är Coari, 5,5 km norr om Coari Airport.
I omgivningarna runt Coari Airport växer i huvudsak städsegrön lövskog. Trakten runt Coari Airport är nära nog obefolkad, med mindre än två invånare per kvadratkilometer.